# 14e cérémonie des Las Vegas Film Critics Society Awards
La 14e cérémonie des Las Vegas Film Critics Society Awards, décernés par la Las Vegas Film Critics Society, a eu lieu le 16 décembre 2010, et a récompensé les films réalisés dans l'année.

## Palmarès

### Meilleur film
- The Social Network
  - 127 Heures (127 Hours) (4e place)

### Meilleur réalisateur
- David Fincher pour The Social Network
  - Danny Boyle pour 127 Heures (127 Hours)

### Meilleur acteur
- James Franco pour le rôle d'Aron Ralston dans 127 heures (127 Hours)

### Meilleure actrice
- Natalie Portman pour le rôle de Nina dans Black Swan
- Noomi Rapace pour le rôle de Lisbeth Salander dans Millenium

### Meilleur acteur dans un second rôle
- Christian Bale pour le rôle de Dickie Eklund dans Fighter (The Fighter)

### Meilleure actrice dans un second rôle
- Amy Adams pour le rôle de Charlene Fleming dans Fighter (The Fighter)

### Meilleure jeune actrice
- Chloë Grace Moretz pour le rôle de Mindy Macready / Hit-Girl dans Kick-Ass

### Meilleur jeune acteur
- Zachary Gordon pour le rôle de Greg Heffley dans Journal d'un dégonflé (Diary of a Wimpy Kid)

### Meilleur enfant dans un film
- Hailee Steinfeld – True Grit

### Meilleur scénario
- The Social Network – Aaron Sorkin

### Meilleure direction artistique
- Black Swan – David Stein
  - Kick-Ass

### Meilleurs costumes
- Colleen Atwood – Colleen Atwood

### Meilleure photographie
- Inception – Wally Pfister
  - 127 Heures (127 Hours) – Anthony Dod Mantle et Enrique Chediak (en)

### Meilleur montage
- Inception – Lee Smith
  - 127 Heures (127 Hours) – Jon Harris

### Meilleurs effets visuels
- Inception – Peter Bebb, Chris Corbould, Paul J. Franklin et Andrew Lockley
  - Tron : L'Héritage (Tron: Legacy)

### Meilleur compositeur
- Tron : L'Héritage (Tron: Legacy) – Daft Punk

### Meilleure chanson
- Raiponce (Tangled) – I See the Light
  - 127 Heures (127 Hours) – If I Rise – A. R. Rahman, Rollo et Dido

### Meilleure musique de film
- The Social Network – Trent Reznor

### Meilleur film en langue étrangère
- Millenium (Män som hatar kvinnor) •  Suède
  - Un prophète •  France  Italie

### Meilleur film d'animation
- Toy Story 3

### Meilleur film documentaire
- Waiting for Superman

### Meilleur film familial
- Journal d'un dégonflé (Diary of a Wimpy Kid)
- Toy Story 3

### Lifetime  Achievement Award
- Thelma Schoonmaker

### Meilleur DVD
- Édition Alien Anthology de la franchise Alien